# 钱家骥
钱家骥，清朝人，是一名清朝政治人物。
钱家骥曾接替王绍复任上海县知县一职，1850年由平翰接任。